# SS Kielce
SS Kielce – polski statek, pierwszy z serii 5 statków typu K przejętych podczas II wojny światowej w 1944 roku na mocy porozumienia  Lend-Lease Act. Zatonął w kolizji 5/6 marca 1946.

## Historia
Na skutek długotrwałych starań polskiego rządu na emigracji w kierunku zwiększenia stanu posiadania jednostek Polskiej Marynarki Handlowej, podczas II wojny światowej, 12 marca 1944 przekazano PMH w ramach programu Lend-Lease Act pięć małych statków seryjnie budowanego amerykańskiego typu N3-S-A2 (z serii 59 jednostek), parowców opalanych mazutem. Otrzymały w polskiej służbie nazwy miast na literę K: „Kielce”, „Kolno”, „Kowel”, „Krosno”, „Kutno”.
Jako pierwszy, jeszcze 11 marca 1944, został przejęty SS „Kielce”, który został zwodowany w Pennsylvania Shipyards Inc w Beaumont we wrześniu 1943 jako „Edgar Wakeman”  (nr budowy 304), lecz na etapie prac wyposażeniowych zdecydowano o przekazaniu go Polsce. Statek wszedł do eksploatacji u armatora Żegluga Polska, jednakże
został oddany w czarter wojenny amerykańskiej Wojennej Administracji Żeglugowej (War Shipping Administration).
Pierwszym kapitanem był Stanisław Szworc. Statek przepłynął w konwoju z Nowego Jorku do Europy, po czym z uwagi na nie najlepsze własności tego typu w żegludze atlantyckiej, używany był w żegludze przybrzeżnej na wodach brytyjskich, przewożąc głównie ładunki drewna. Po zakończeniu II wojny światowej w Europie, od lipca 1945 statki były opuszczane przez polskie załogi. Formalnie statki pozostały w dyspozycji Żeglugi Polskiej, lecz pływały dalej z brytyjskimi załogami i pod brytyjską banderą. 11 listopada 1945 z „Kielc” zszedł polski kapitan Hilary Mikosza i załoga.
5 marca 1946 w nocy „Kielce” płynące z Southampton do Bremerhaven z ładunkiem amunicji dla armii amerykańskiej ok. 23:30 zderzyły się w kanale La Manche z brytyjskim parowcem „Lombardy” płynącym z Londynu, na pozycji 51°01′15″N 1°13′42″E/51,020833 1,228333, po czym zatonęły krótko po północy. Uratowano całą 35-osobową brytyjską załogę, drugi statek „Lombardy” odholowano.